# Kornelia Scholz
Kornelia Scholz (* 1953 in Darmstadt-Eberstadt; † 2. Mai 1991 in Regensburg) war eine deutsche Malerin, Sängerin, Texterin und Komponistin. Sie war die Frontfrau und Songtexterin der Neue-Deutsche-Welle-Band Jawoll. Im Duett sang sie mit Richard Herberger.

## Leben
Kornelia Scholz studierte von 1981 bis 1986 Malerei an der Kunsthochschule Kassel. 1981 gründete sie während ihres Studiums mit dem Schlagzeuger Matthias Kutschke und dem englischen Gitarristen Robert Forster die Kasseler NDW-Band Jawoll. Zunächst sang sie englische Texte. Beeinflusst von Ideal textete die schwarzhaarige zierliche Musikerin anschließend auf Deutsch. Kommerzielle Erfolge hatte Scholz mit den Liedern Taxi aus dem Album Jawoll von 1982 und der 1983 erschienenen Single Rendezvous. Scholz trat mit Jawoll in den Musiksendungen Formel Eins, der ZDF-Hitparade und Bananas auf.
1986 löste sich die Band Jawoll auf. Kornelia Scholz widmete sich wieder der Malerei. Sie starb 1991 in Regensburg an Leukämie.